# Swetlana Jurjewna Boiko
Swetlana Jurjewna Boiko (russisch Светлана Юрьевна Бойко, wiss. Transliteration Svetlana Jur'evna Bojko; * 8. Februar 1966) ist eine ehemalige sowjetische Eisschnellläuferin.

## Werdegang
Boiko, die für den Dynamo Moskau startete, wurde in der Saison 1991/92 sowjetische Meisterin über 5000 m und erreichte zudem bei sowjetischen Meisterschaften dreimal den dritten sowie zweimal den zweiten Platz. International trat sie erstmals in der Saison 1985/86 in Erscheinung. Dabei nahm sie in Inzell erstmals am Eisschnelllauf-Weltcup teil und kam bei der Mehrkampfweltmeisterschaft 1986 in Den Haag auf den 12. Platz im Kleinen Vierkampf. Zudem errang sie bei der 3-Bahnen-Tournee in Inzell den zweiten Platz im Mini Mehrkampf. In der Saison 1986/87 lief sie bei der 3-Bahnen-Tournee in Inzell auf den dritten Platz über 3000 m und bei der Mehrkampfweltmeisterschaft 1987 in West Allis auf den 26. Platz im Kleinen Vierkampf. Nach dem Plätzen zwei und eins bei internationalen Wettbewerben in Davos zu Beginn der Saison 1987/88, wurde sie bei der Mehrkampfeuropameisterschaft 1988 in Kongsberg Zehnte im Kleinen Vierkampf und belegte beim Saisonhöhepunkt, den Olympischen Winterspielen 1988 in Calgary, den sechsten Platz über 3000 m sowie den vierten Rang über 5000 m. Zum Saisonende kam sie bei der Mehrkampfweltmeisterschaft 1988 in Skien auf den 12. Platz im Kleinen Vierkampf. 
In der Saison 1989/90 erreichte Boiko im Weltcup mit vier Top-Zehn-Platzierungen den neunten Platz in der Gesamtwertung über 3000 m ihr bestes Gesamtergebnis und wurde bei der Mehrkampfeuropameisterschaft 1990 in Heerenveen Vierte im Kleinen Vierkampf. Außerdem errang sie bei der Mehrkampfweltmeisterschaft 1990 in Calgary den 14. Platz im Kleinen Vierkampf. In der folgenden Saison erreichte sie in Berlin mit dem dritten Platz über 3000 m ihre einzige Podestplatzierung in Weltcup und kam bei der Mehrkampfweltmeisterschaft 1991 in Hamar auf den sechsten Platz sowie bei der Mehrkampfeuropameisterschaft 1991 in Sarajevo auf den fünften Rang im Kleinen Vierkampf. In der Saison 1991/92 belegte sie bei den Olympischen Winterspielen 1992 in Albertville den sechsten Platz über 5000 m sowie den fünften Rang über 3000 m und startete bei der Mehrkampfweltmeisterschaft 1992 in Heerenveen letztmals international, wobei sie den siebten Platz im Kleinen Vierkampf errang.

## Erfolge

### Olympische Spiele
- 1988 Calgary: 4. Platz 5000 m, 6. Platz 3000 m
- 1992 Albertville: 5. Platz 3000 m, 6. Platz 5000 m

### Mehrkampf-Weltmeisterschaften
- 1986 Den Haag: 12. Platz Kleiner Vierkampf
- 1987 West Allis: 26. Platz Kleiner Vierkampf
- 1988 Skien: 12. Platz Kleiner Vierkampf
- 1990 Calgary: 14. Platz Kleiner Vierkampf
- 1991 Hamar: 6. Platz Kleiner Vierkampf
- 1992 Heerenveen: 7. Platz Kleiner Vierkampf

### Mehrkampf-Europameisterschaften
- 1988 Kongsberg: 10. Platz Kleiner Vierkampf
- 1990 Heerenveen: 4. Platz Kleiner Vierkampf
- 1991 Sarajevo: 5. Platz Kleiner Vierkampf

## Persönliche Bestleistungen
| Disziplin | Zeit        | Datum             | Ort             |
| --------- | ----------- | ----------------- | --------------- |
| 500 m     | 43,10 s     | 17. Januar 1990   | Heerenveen      |
| 1000 m    | 1:26,38 min | 30. November 1985 | Karl-Marx-Stadt |
| 1500 m    | 2:08,57 min | 22. Dezember 1989 | Almaty          |
| 3000 m    | 4:21,87 min | 23. Dezember 1989 | Almaty          |
| 5000 m    | 7:28,03 min | 7. März 1992      | Heerenveen      |